# Liste der Monuments historiques in Agey
Die Liste der Monuments historiques in Agey führt die Monuments historiques in der französischen Gemeinde Agey auf.

## Liste der Objekte
| Bezeichnung                | Beschreibung                               | Standort                       | Kennzeichnung | Schutzstatus | Datum | Bild |
| -------------------------- | ------------------------------------------ | ------------------------------ | ------------- | ------------ | ----- | ---- |
| Skulptur Heiliger Martin   | Kalkstein, farbig gefasst, 16. Jahrhundert | in der Kirche St-Martin (Lage) | PM21000001    | Classé       | 1960  |      |
| Skulptur Heiliger Bernhard | Kalkstein, farbig gefasst, 16. Jahrhundert | in der Kirche St-Martin (Lage) | PM21000002    | Classé       | 1960  |      |